# Liste der Naturdenkmale in Wittgert
Die Liste der Naturdenkmale in Wittgert nennt die im Gemeindegebiet von Wittgert ausgewiesenen Naturdenkmale (Stand 13. Juni 2024).

## Naturdenkmale
| Nr.         | Bezeichnung                 | Lage                        | Beschreibung                   | Bild            |
| ----------- | --------------------------- | --------------------------- | ------------------------------ | --------------- |
| ND-7143-452 | Lindengruppe an der Kapelle | Hauptstraße, bei Nr. 1 Lage | Tilia platyphyllos, zwei Bäume | Fotos hochladen |